# Agrobutanol

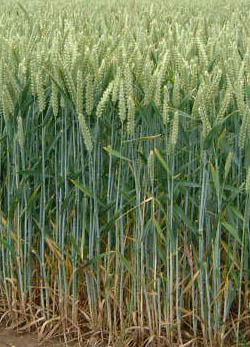
L'agrobutanol s'obté a partir de conreus de blat i altres aliments

El biobutanol o agrobutanol és alcohol butanol (una molècula de butà a la qual un grup alcohol, OH-, substitueix un àtom d'hidrogen) obtingut a partir de primeres matèries procedent de conreus i amb l'objectiu d'ésser utilitzat com a combustible. No és d'ús alimentari. Té la mateixa fórmula química (C₄H10O), i les mateixes propietats físiques i químiques, energètiques i contaminants, que el butanol. Té un poder calorífic molt inferior al dels hidrocarburs usats com a combustibles clàssics. No és gens sostenible ni es considera energia renovable.
El seu desenvolupament i ús és molt controvertit: alguns partits polítics a Espanya i França promocionen alguns agrocarburants mentre que d'altres partits polítics i un gran nombre d'entitats locals i internacionals, inclosa l'Organització de les Nacions Unides per a l'Agricultura i l'Alimentació, FAO, han demanat que es deixin tots (també el biobutanol) de produir.

## Obtenció
L'agrobutanol s'obté a partir de cultius energètics com la remolatxa, la canya de sucre, el gra del blat de moro, la melca, el blat i la tapioca així com de la palla i la panotxa de blat de moro. Aquests conreus extensius ocupen espai cultivable que podria estar dedicat a conreus alimentaris, sovint a països del tercer món als quals els camperols moren de fam. Hi ha també interessos a introduir-los a Europa, en lloc de conreus tradicionals per a alimentació, ja que, en no haver de complir les normatives alimentàries, resulten més econòmics, i a més en fer disminuir l'oferta d'aliments fan pujar el seu preu, cosa que beneficia els propietaris o accionistes de les empreses intermediàries.
També es podria obtenir, teòricament, d'algues, únicament en aquest cas no entraria en conflicte amb la sostenibilitat i la nutrició humana i de ramaderia, però el rendiment és tan petit que el balanç energètic és negatiu i tampoc és econòmicament viable que substitueixi el petroli en la seva totalitat. Sí que es comença a utilitzar amb èxit com a mètode de reducció de diòxid de carboni, i l'agrocombustible d'alga residual es pot cremar en una central tèrmica substituint una petita quantitat de fuel.

## Avantatges i inconvenients
A diferència del bioetanol, es tracta d'un agrocombustible no corrosiu, i sembla que per tant no rovellaria les canalitzacions actualment existents (gasoductes) de l'hidrocarbur no alcohòlic gas natural.
Tanmateix no es poden usar amb aquest producte, ja que, en tractar-se de fluids, això inutilitzaria completament tota la xarxa de canonades d'un o dos continents i no hi ha prou superfície a la Terra per a cultivar els vegetals necessaris per a abastir la mateixa energia primària que avui dona el gas natural. Cal pensar a més que es tracta de grans obres d'enginyeria calculades durant anys per a un cert producte i un cert cabal hidràulic d'ell per a cada tram, i que no són vàlides per a aquesta altra substància, ni té sentit transportar-lo (amb els diners, emissions contaminants i energia que suposa) primer als actuals inicis d'aquestes canalitzacions, on hi ha els jaciments de gas natural, per a després retransportar-lo per a la seva distribució. Hem de tenir en compte que, ja sense fer això, el seu balanç energètic és negatiu, produeix menys energia de la necessària (procedent majoritàriament de combustibles fòssils i centrals nuclears, als Països Catalans) per a produir-lo. Encara que suposadament no els rovelli, no podria ser utilitzat directament en els automòbils de benzina ni de gasoil sense necessitat de modificar els seus motors a causa del seu inferior poder calorífic i de les molt diferents propietats de l'etanol envers aquests hidrocarburs.